# Valse schorpioenvissen
Valse schorpioenvissen (Centrogenyidae) zijn een familie van straalvinnige vissen uit de orde van Baarsachtigen (Perciformes).

## Geslacht
- Centrogenys J. Richardson, 1842